# هایدی (فیلم ۱۹۵۲)
«هایدی» (انگلیسی: Heidi (1952 film)) یک فیلم به کارگردانی لوئیجی کومنچینی است که در سال ۱۹۵۲ منتشر شد. از بازیگران آن می‌توان به مکس هافلر اشاره کرد.